# Cinq Tulipes rouges
Pour plus de détails, voir Fiche technique et Distribution.
Cinq Tulipes rouges est un film français de Jean Stelli sorti en 1949.

## Synopsis
Un meurtrier supprime cinq coureurs sur le Tour de France 1948 et signe ses crimes d'une tulipe rouge. Une journaliste (Colonelle) et un inspecteur de police (Ricoul) mènent l'enquête pour arrêter l'assassin à l'arrivée du Tour, au Parc des Princes.

## Fiche technique
- Réalisation : Jean Stelli
- Scénario : Charles Exbrayat et Marcel Rivet (1905-1957) d'après sa pièce
- Assistant réalisateur : Jacques Pinoteau
- Photographie : Marcel Grignon
- Montage : M. Lamart
- Musique : René Sylviano
- Son : Arthur Van Den Meeren
- Décors : Jacques Colombier
- Format : Son mono - Noir et blanc - 35 mm  - 1,37:1
- Producteur : Raymond Borderie, pour la C.I.C.C.
- Genre : Film policier
- Durée : 90 minutes
- Date de sortie : 
  - France - 23 mars 1949
- Affiche : Clément Hurel (France)

## Distribution
- Suzanne Dehelly : "Colonelle", la journaliste qui mène l'enquête
- Jean Brochard : l'inspecteur-chef Honoré Ricoul
- Luc Andrieux : Charles Brugeat
- Robert Berri : Jacques Mauval
- Pierre-Louis : Charolles le vainqueur du tour
- Robert Blome : Jef Dooksen
- Roger Bontemps : un reporter
- Albert Broquin : un mécano
- Annette Poivre : Annette
- Raymond Bussières : Albert Jacquin, dit "la Puce"
- Emilio Carrer : Gambarra
- René Dary : Pierre Lusanne
- Jean Debray : Tonnelier
- Émile Genevois : Robert
- Robert Le Fort : Basile
- Jean Nossereau : Fuseau
- Jean-Jacques Lecot : Giuseppe Anselmi
- Jacques Mattler : le directeur de la P.J.
- Marcelle Rexiane : la caissière du salon de coiffure
- Frédéric Mariotti	: un inspecteur
- René Stern : le maître d'hôtel de Trouville
- Marcel Loche : le réceptionniste de l'hôtel de Marseille
- René Hell	: le garagiste de Fontainebleau
- Jean-Paul Blondet	: un coureur français
- Georges Demas : un coureur italien
- Édouard Francomme	: un voyageur à la gare
- Lucien Desagneaux	: un homme à l'hôtel de Roubaix